# Offingen

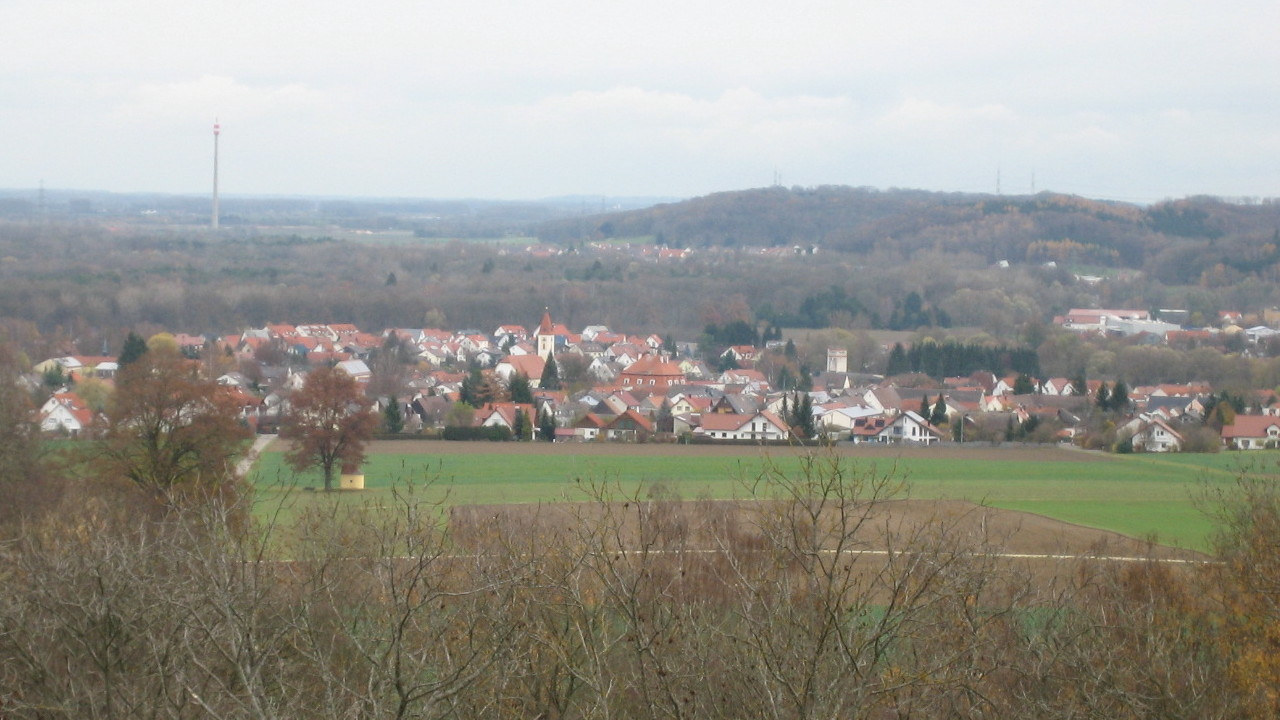
Offingen

Offingen este o comună-târg din districtul Günzburg, regiunea administrativă Schwaben, landul Bavaria, Germania.